# 制海権
制海（せいかい、英語: Command of the Sea）とは、武力をもって特定海域を制圧する状態。
制海によって得られるものは海洋の所有権ではなく、シーレーンとしての利用可能性である。一般にいわれる「制海権を取る」とは制海の実を持続することを指すが、『戦史叢書』では「元来兵術上には、『権利』というものは存在しない」として、その使用を戒めている。シーパワーについての理論家の多くは制海を絶対的概念ではなく相対的概念とみなして、広域的・永続的に制海の実を持続することの困難さを指摘しており、海上支配（英: Sea control / mastery）や海上優勢（英: Sea superiority）とも称される。

## 概念の変遷
近代シーパワー論はアルフレッド・セイヤー・マハンの思考から出発するが、マハンは議論の過程で重要な概念について厳密な定義を与えておらず、これは最も重要とされる「制海」という概念についても同様であった。この結果、「制海」という概念あるいは用語の用法について一定のコンセンサスが得られているわけではなく、論者あるいは文献の解釈に応じて様々な捉え方がある。
マハン自身の著書では、敵艦隊の撃破後に敵の通商破壊等を完全に阻止できなかった事例についても繰り返し言及されており、現在では、必ずしも絶対的制海を前提としたわけではないものと考えられているが、当時マハンの理論に着目した各国海軍においては「如何に敵艦隊を集中させてこれを撃破し、制海を獲得するか」という攻勢的な「洋上決戦思想」へと集約的に理解されることとなった。これに対し、同時代人ながらやや後発のジュリアン・コーベットはマハンの理論の批判・補完を試み、「制海を争奪する状態」が海洋領域における軍事戦略の常態であるという前提条件を示した上で、海洋領域における戦闘は制海の確保（securing）・争奪（disputing）・活用（exercising）に分類できるとして、「海軍戦闘の目的は、常に直接もしくは間接的に制海を確保するとともに敵が制海を確保することを阻止することにおかれなければならない」と論じた。
以後、現在に至るまでほぼすべてのシーパワー論は、マハンが重視したように海洋領域内の制海を追求するのか、あるいはコーベットが示唆した制海獲得後の作戦を重視するのか、すなわちシーレーン防衛・妨害と戦力投射という二元論を出発点としている。後発の理論家は、両者の議論を踏まえたうえで、その後の技術進歩や情勢変化に応じる形で議論を発展させることが多い。例えば航空機の発達とともに、制海の実を得るには当該海域の制空持続が絶対不可欠の要件となり、完全な制空下においては、必ずしも海上武力を必要としなくなっている。

## 制海を確立する方法

### 艦隊決戦
マハンは、制海を確立するには敵艦隊撃滅を目的とした艦隊決戦（decisive battle）が最善であると論じ、英米海軍のみならず、日本海軍を含めて主要国の海軍戦略に多大な影響を及ぼした。
これに対しコーベットは、艦隊決戦の実行上の困難性や戦力集中の困難性、また、海軍には艦隊決戦以外にも達成しなければならない目標が存在することを指摘し、敵主力艦隊との艦隊決戦に制海の確立を求める方法は誤りであると結論した。

### 海上封鎖
海上封鎖のうち、商業的封鎖は主として制海を活用する方法であるのに対し、軍事的封鎖は制海を確立しようとする時に用いられる。
コーベット海事政策研究所長であるジェフリー・ティル教授は、軍事的封鎖について、通常は「海洋を自由に使おうとする被封鎖側の海軍の能力に対する実効上の干渉による妨害」を目的としていると述べている。また近海封鎖と遠洋封鎖という区分も一般的に用いられる。
なお海上封鎖は、制海を確立する方法のみならず活用する方法、さらには抵抗する方法として用いられる場合もある。

## 制海を活用する方法

### 海洋からの戦力投射
海洋からの戦力投射は様々な方法で実施可能であり、水陸両用作戦や沿岸部への艦砲射撃、国際平和活動や様々な形態での抑止が含まれる。
コーベットは海から陸に対する戦力投射に重きを置き、そもそも海軍を保有して制海を獲得する最も重要な理由はまさしくそのような能力のためであると主張している。セルゲイ・ゴルシコフはコーベットの主張を更に先鋭化し、陸上に対して影響を及ぼす能力こそが海上作戦の究極的な目的であり、海軍の最も有効的な活用方法であるとした。
海洋からの戦力投射の目的はおおむね下記の4つが挙げられるが、ほかにも、敵領土内の経済的重要箇所の制圧や、戦略上の重要拠点の攻撃、更に政治的圧力を加えるといったものもある。
1. 紛争の決着 - 太平洋戦争におけるアメリカの対日作戦、フォークランド紛争におけるイギリスの奪還作戦
2. 作戦における戦線の新たな形態の展開 - 第二次世界大戦におけるナチス・ドイツのヴェーザー演習作戦および連合国のノルマンディー上陸作戦
3. 陸上部隊への直接支援
4. 水陸両用作戦により敵軍を不利な立場に陥らせること。ナポレオン戦争中、イギリス海峡をわたっての侵攻を警戒するあまり、3万人のイギリス軍に対し、フランス軍は30万人を沿岸防備に充てざるをえなかった。

### シーレーン防衛
海上輸送能力は制海の行使にあたり重要な能力である。マハンは、貿易と海運の保護はまさに海軍が必要とされた理由そのものであるとして、シーレーン保護のための必要条件とは、敵艦隊および海上封鎖に対して艦隊決戦によって勝利し、制海を獲得することであると論じた。
シーレーンの防衛にあたっては、商船に軍艦を随伴させて護送船団を組む方式と、エリアとしての航路帯を設定する方式のいずれが有効であるかが常に議論の的となってきた。コーベットは後者を推奨したものの、二度の世界大戦では護送船団方式のほうが利点を示した。しかし第二次世界大戦での大西洋の戦いでは、レーダーや対潜兵器、対潜戦の作戦・戦術が改良される前は、ドイツ軍の群狼作戦に対して対潜部隊は貧弱な成果しか出せておらず、結局は、絶え間ない変化やその時々の状況、更には不確実な要素にも依存しているため、永遠の課題となっている。

## 制海に抵抗する方法

### 現存艦隊主義
現存艦隊主義は、自軍艦隊が存在していることで生じる脅威によって敵国の海上活動を妨げようとする防勢的な手法である。一般的には劣勢な海軍によって利用されるが、強大な海軍においても、例えば他の海域で攻勢的作戦に晒されたために一時的・局所的に弱体化している場合には用いられうる。

### 通商破壊
貿易と海運の保護が海軍の存在意義であるならば、劣勢な海軍がこれに挑戦して通商破壊を行うのは当然の反応といえる。これを重視して最初に理論化したのがフランスの青年学派であり、19世紀後半から20世紀初頭の多くのヨーロッパの海軍思想家に影響を与えた。
これは小型の艦艇（当初は水雷艇、後には潜水艦）を沿岸に展開して海洋に集中することで沿岸における優位性を生じさせようというものであり、またこれらの艦艇は相手の沿岸部やシーレーンに対する攻撃にも使用することができた。水雷艇の脅威が登場当時に期待されたほどのものではなかったことから、まもなく熱狂的な関心は薄れたが、劣勢な海軍にとっては依然として魅力的な考え方ではあった。

### 沿岸防衛理論
沿岸防衛理論（coastal defense theory）は「要塞艦隊」とも称され、純粋な防衛戦略としての役割を果たす。
ロシア革命後、復興期のソ連海軍はマハンの理論に準拠して要塞艦隊戦略を採用していたが、新技術も加味して、機雷や沿岸砲・要塞砲による沿岸防衛作戦を基本としつつ、敵が接近した場合、航空機や潜水艦、水雷艇・魚雷艇によって局所的な攻勢作戦をも展開することとしていた。一部のものは、新兵器の発展によって制海という考えそのものが時代遅れになったと主張したが、これは上記の青年学派に近い考え方であった。

## 制水権
制海権に関連した概念として、淡水を含む水域の制圧、とりわけ給水設備・河川（その管理設備である堤防やダムを含む）・運河・港湾の制圧に着目したのが制水権（water control）である。欧州やアメリカでは早くから制水権に基づく戦略が特に陸軍によってとられており、とりわけ南北戦争におけるミシシッピ川と運河、第二次世界大戦や朝鮮戦争におけるダム攻撃、ウクライナ侵攻におけるダム攻撃や運河・給水確保について論じられている。

## 関連文献
- 「現代の海上戦力」防衛大学校・防衛学研究会編『軍事学入門』かや書房、2000年、pp.176-194.
- Bradford Dismukes, B., and J. McConnell. 1979. Soviet naval diplomacy. New York: Pergamon Press.
- Castex, R. 1929-1935. Théories stratégiques. Paris: Société d'Éditions.
- Corbett, J. S. 1907. England in the Seven Years War. London: Longmans Green.
- Gorshkov, S. G. 1979. The sea power of the state. Oxford: Pergamon Press.
- Hayward, T. U.S. Congress, House Committee on Armed Services. 1980. Hearing on DoD appropriations for FY 1980. Washington, D.C.: Governing Printing Office.
- Mahan, A. T. 1890. The influence of sea power on history 1660-1788. Boston: Little, Brown.
  - マハン著、北村謙一訳『海上権力史論』原書房、2008年
- Mahan, A. T. 1911. Naval strategy. Boston: Little, Brown.
  - マハン著、井伊順彦訳『マハン海軍戦略』中央公論新社、2005年
- Moineville, H. 1983. Naval warfare today and tomorrow. Oxford: Basil Blackwell.
- Nitze, P. 1979. Securing the seas. Boulder, Colo.: Westview Press.
- Roskill, S. W. 1962. The strategy of sea power. London: Collins.
- Scheer, R. 1920. German's high sea fleet in the World War. London: Cassell.
- Till, G. 1984. Maritime strategy and the nuclear age. London: Macmillan.
- Till, G. 1987. Modern seapower. London: Brassey's.
- Turner, S. 1974. Mission of the U.S. Navy. Navy War College Review 26(5):2-17.
- Watkins, J. 1986. The maritime strategy, a special supplement to the Proceedings of the U.S. Naval Institute, January, p.2-17.